# Julia Stiles
Julia O'Hara Stiles (Nova Iorque, 28 de março de 1981) é uma atriz americana que alcançou a fama ao protagonizar os filmes adolescentes 10 Things I Hate About You (1999), Down to You (2000) e Save the Last Dance (2001). Outros trabalhos mais notáveis são The Business of Strangers (2001), a série Bourne (2002–16), O Sorriso de Mona Lisa (2003), The Prince and Me (2004) e The Omen (2006).
Em 2010, teve um papel recorrente na quinta temporada de Dexter. De 2012 a 2014, protagonizou a websérie Blue, também transmitida pela televisão.

## Biografia
Julia nasceu e cresceu na Cidade de Nova Iorque, seus pais são Judith Newcomb Stiles (oleira) e John O'Hara (homem de negócios). Ela tem dois irmãos mais novos: Jane e Johnny. Sua mãe é metade inglesa e metade italiana e seu pai é irlandês.

## Carreira
Começou sua carreira aos onze anos de idade no Teatro La MaMa de Nova Iorque. Nessa fase, chegou a interpretar papéis de William Shakespeare. Conta-se que conseguiu entrar na companhia escrevendo uma carta para o diretor. Mais tarde, ela voltaria a interpretar Shakespeare em filmes modernizados para a "geração MTV". Stiles apareceu no clipe musical "Sally's Pigeons" de Cyndi Lauper em 1993.
Iniciou no cinema através do filme I Love You, I Love You Not, em 1996. No ano seguinte, obteve seu primeiro papel relevante em The Devil's Own, ao lado de Harrison Ford e Brad Pitt. Em 1999, atingiu o estrelato com o filme 10 Things I Hate About You, uma adaptação de A Megera Domada, de Shakespeare.
Prosseguindo em adaptações de Shakespeare, ela fez Hamlet, em 2000. Em 2001, atuou em uma produção de cinema ao estilo MTV: Save the Last Dance. Ainda em 2001, ela foi uma das apresentadoras do Oscar. Ela também esteve em Saturday Night Live, aparecendo como Jenna filha do então presidente George W. Bush,[carece de fontes?]
Em 2003, participou do filme A Guy Thing, uma comédia romântica que tinha também no elenco Jason Lee, Selma Blair e entre outros. Esteve também em Mona Lisa Smile, como Joan, uma estudante da Wellesley College, cuja professora Katherine Watson (Julia Roberts) encoraja a prosseguir uma carreira na lei, em vez de se tornar uma esposa e mãe.
Atuou nos filmes The Bourne Identity, The Bourne Supremacy e The Bourne Ultimatum, ao lado de Matt Damon, respectivamente em 2002, 2004 e 2007.
Em 2004, ela fez sua estreia nos palcos de Londres junto com Aaron Eckhart em uma revival da peça Oleanna de David Mamet no Teatro Garrick. Em 2005, Stiles foi escalada para o filme The Omen, um remake do filme de terror de 1976. O filme foi lançado em 6 de junho de 2006.
Em 2007, Stiles fez sua estreia na direção com o curta Raving, estrelado por Zooey Deschanel. Ela estreou no Festival de TriBeCa de 2007.
Stiles também aparece no filme de 2008 Gospel Hill. Ela retratou uma mulher que se apaixona por seu perseguidor no filme The Cry of the Owl de 2009, baseado no romance de Patricia Highsmith.
Ela repetiu o papel de Carol em uma produção de 2009, dirigido por Doug Hughes e co-estrelado por Bill Pullman no Mark Taper Forum. Em 30 de junho de 2009, foi anunciado que esta produção seria transferida a John Golden Theatre.
Em 2010, Julia fez parte do elenco da quinta temporada da série Dexter do canal pago Showtime, como a misteriosa Lumen Pierce, papel que acabou lhe rendendo uma indicação ao Globo de Ouro de melhor atriz coadjuvante em televisão e uma indicação ao Emmy do Primetime de melhor atriz convidada numa série de drama.
Na condição de democrata convicta, possui intensa atividade política, como por exemplo, a defesa da legalização do aborto.
Stiles vai interpretar Jeannie em uma produção de Neil LaBute chamada Fat Pig que e dirigido pelo dramaturgo, que será iniciado em abril de 2011.
Stiles esteve no filme Between Us, que tem no elenco também Taye Diggs, David Harbour e Melissa George. Between Us é a adaptação cinematográfica da off-Broadway peça de mesmo nome escrito pelo dramaturgo Joe Hortua. O filme estreou no Festival de Cinema de Berlim, onde seus produtores esperavam encontrar um distribuidor nacional. O filme já exibido em 15 festivais de cinema, ganhando o prêmio do júri no Festival de Cinema de Bahamas.
Em abril de 2013, foi anunciado que Stiles estará no filme Out of the Dark ao lado de Scott Speedman e Stephen Rea. As filmagens começaram em Bogotá, Colômbia.

## Vida pessoal
Julia é uma graduada da Universidade Columbia e é formada em Literatura inglesa. Ela recebeu um Prêmio John Jay em 2010, o prêmio anual honorário dado a cinco ex-alunos do Colégio Alumni Association.
Stiles também trabalhou para a Habitat para a Humanidade, a construção de habitação em Costa Rica, e tem trabalhado com a Anistia Internacional de sensibilização sobre as duras condições de detenção de menores desacompanhados de imigração; Marie Claire, em janeiro de 2004, para ver as condições no Condado de Berks, em Leesport, Pennsylvania.
Ela é uma ex-vegana, ocasionalmente come carne vermelha. Ela diz que desistiu após o veganismo ela desenvolveu anemia e tinha dificuldade para obter uma nutrição adequada durante a viagem. Stiles se descreveu como uma feminista e falou sobre o assunto no jornal The Guardian.
Ela e fã de baseball e torce para o New York Mets. Ela jogou no cerimonial do jogo, que ocorreu no dia 29 de maio de 2006. Ela também é fã de futebol e apoia o Red Bull New York.

## Filmografia

### Cinema
| Ano  | Título                     | Papel                       | Notas                   |
| ---- | -------------------------- | --------------------------- | ----------------------- |
| 1996 | I Love You, I Love You Not | Amiga jovem de Nana         |                         |
| 1997 | The Devil's Own            | Bridget O'Meara             |                         |
| 1997 | Before Women Had Wings     | Phoebe Jackson              | Telefilme               |
| 1998 | Wicked                     | Ellie Christianson          |                         |
| 1998 | Wide Awake                 | Neena Beal                  |                         |
| 1999 | The '60s                   | Katie Herlihy               | Telefilme               |
| 1999 | 10 Things I Hate About You | Katarina "Kat" Stratford    |                         |
| 2000 | Down to You                | Imogen                      |                         |
| 2000 | Hamlet                     | Ofélia                      |                         |
| 2000 | State and Main             | Carla                       |                         |
| 2001 | Save the Last Dance        | Sara Johnson                |                         |
| 2001 | The Business of Strangers  | Paula Murphy                |                         |
| 2001 | O                          | Desi Brable                 |                         |
| 2002 | The Bourne Identity        | Nicolette "Nicky" Parsons   |                         |
| 2003 | A Guy Thing                | Becky Jackson               |                         |
| 2003 | Carolina                   | Carolina Mirabeau           |                         |
| 2003 | O Sorriso de Mona Lisa     | Joan Brandwyn               |                         |
| 2004 | The Prince and Me          | Paige Morgan                |                         |
| 2004 | The Bourne Supremacy       | Nicolette "Nicky" Parsons   |                         |
| 2005 | Edmond                     | Glenna                      |                         |
| 2005 | A Little Trip to Heaven    | Isold                       |                         |
| 2006 | The Omen                   | Katherine Thorn             |                         |
| 2007 | The Bourne Ultimatum       | Nicolette "Nicky" Parsons   |                         |
| 2008 | Gospel Hill                | Rosie                       |                         |
| 2009 | The Cry of the Owl         | Jenny Thierolf              |                         |
| 2009 | Passage                    | Ella                        | Curta-metragem          |
| 2012 | It's a Disaster            | Tracy Scott                 |                         |
| 2012 | Girl Most Likely           | Stage Imogene               |                         |
| 2012 | Silver Linings Playbook    | Veronica                    | [ 40 ]                  |
| 2012 | Between Us                 | Grace                       |                         |
| 2012 | Stars in Shorts            | Mulher jovem                | Curta-metragem: Sexting |
| 2013 | The Makeover               | Hannah Higgins              | Telefilme               |
| 2013 | Closed Circuit             | Joanna Reece                |                         |
| 2014 | Hits                       | Mulher no despejo           |                         |
| 2014 | Out of the Dark            | Sarah Harriman              |                         |
| 2015 | Blackway                   | Lillian                     |                         |
| 2015 | The Great Gilly Hopkins    | Courtney Rutherford Hopkins |                         |
| 2016 | Misconduct                 | Jane Clemente               |                         |
| 2016 | 11:55                      | Janine                      |                         |
| 2016 | The Drowning               | Lauren Seymour              |                         |
| 2016 | Jason Bourne               | Nicolette "Nicky" Parsons   |                         |
| 2019 | Hustlers                   | Elizabeth                   |                         |
| 2022 | Orphan: First Kill         | Katie Mauerova              | Pós-produção            |

### Televisão
| Ano     | Título              | Papel                      | Notas                               |
| ------- | ------------------- | -------------------------- | ----------------------------------- |
| 1993–94 | Ghostwriter         | Erica Dansby               | 6 episódios                         |
| 1996    | Promised Land       | Megan Walker               | Temporada 1, Episódio 8             |
| 1997    | Chicago Hope        | Corey Sawicki              | Temporada 3, Episódio 17            |
| 2001    | Saturday Night Live | Jenna Bush (não creditada) | Temporada 26, Episódio 18           |
| 2004    | Punk'd              | Ela mesma                  | Temporada 3, Episódio 3             |
| 2009    | The City            | Ela mesma                  | Temporada 1 (1ª Parte), Episódio 13 |
| 2010    | Dexter              | Lumen Pierce               | Temporada 5, 10 episódios           |
| 2014–15 | The Mindy Project   | Dra. Jessica Lieberstein   | Temporada 3, Episódios 11, 12 e 20  |
| 2016    | Inside Amy Schumer  | Garota #2                  | Temporada 4, Episódio 5             |

### Web
| Ano     | Título | Papel | Notas                    |
| ------- | ------ | ----- | ------------------------ |
| 2012    | Jan    | Blue  | Temporada 1, Episódio 13 |
| 2012–14 | Blue   | Blue  | Elenco principal         |